# Ernst Frischer
Ernst Frischer nebo Arnošt Frischer (1887–1954) byl sionistický aktivista, československý politik a předseda Židovské strany v letech 1935–1938.

## Biografie
Narodil se v Heřmanově Městci v tehdejším Rakousku-Uhersku (dnes Česko). Zapojil se do činnosti sionistické organizace v Československu. Koncem 20. let 20. století zastával vedoucí posty v Politické říšské komisi, která propojovala sionistickou organizaci a Židovskou stranu. Profesí byl stavebním inženýrem.
V roce 1935 uzavřela Židovská strana koalici s Československou sociálně demokratickou stranou dělnickou a v následujících parlamentních volbách v roce 1935 skutečně společně se sociálními demokraty kandidovala do Národního shromáždění republiky Československé, díky čemuž získala dva poslanecké mandáty. Část Židovské strany ale s tímto řešením nesouhlasila a odešla. Mezi odpůrci fúze byl i dosavadní předseda strany Emil Margulies. Předsednictvo strany pak demisi přijalo a pověřilo vedením strany Ernsta Frischera. Ten byl pak do své nové funkce potvrzen na 3. sjezdu strany v Trenčianských Teplicích v červenci 1935. Na podzim téhož roku se v komunálních volbách v Moravské Ostravě dostal do obecního zastupitelstva a později i do městské rady. Ve funkci předsedy pak setrval až do zániku strany roku 1938. Za jeho předsednictví se strana snažila o prohloubení organizační struktury (zavedení okresních a krajských organizací, členských příspěvků, evidence členstva, programové zdokonalení). Sekretariát strany se zároveň přesunul z Prahy do Moravské Ostravy. Ve funkci byl potvrzen i 4. sjezdem strany konaným v květnu 1938 v Brně. Po Mnichovské dohodě na podzim 1938 ovšem aktivita Židovské strany skončila.
Ernst Frischer pak odešel do Velké Británie, kde byl od roku 1941 členem Státní rady Československé, exilového parlamentu v Londýně. Po osvobození se vrátil do Československa a podílel se na obnově židovské komunity jako předseda Rady židovských náboženských obcí. Po převratu v únoru 1948 opět odešel do zahraničí. Zemřel v Londýně roku 1954.